# Los Wawancó
Los Wawancó es una banda multinacional de música tropical. Considerada la banda fundacional de la cumbia en Argentina. Formada en La Plata, Argentina, con músicos de diversas nacionalidades como Chile, Costa Rica, Perú y Colombia, fue la primera agrupación en su género que tuvo tan diversas nacionalidades e influencias musicales. Más adelante se les uniría Miguel Loubet, de nacionalidad argentina.
Su nombre deriva del término "guaguancó", que hace referencia a un ritmo musical cubano de fines del siglo XIX (coincidente con el momento de la abolición de la esclavitud en esa isla). Algunos sostienen que su significado representa al carnaval. 
Los Wawancó son un exponente importante de la cumbia en América debido a que muchos temas compuestos por sus miembros han sido regrabados en Chile, Perú, Argentina, Colombia, México y Uruguay . Fueron muy influyentes en la cumbia argentina, cumbia chilena, cumbia peruana, cumbia uruguaya. Entre sus ejecuciones se encuentran principalmente los ritmos de cumbia colombiana, merengue, mapalé, jalaíto, paseo vallenato, merengue dominicano y bolero, entre otros. Como conjunto de música caribeña, popularizó los ritmos tropicales en el cono sur y las famosas interpretaciones de «El conductor», «Un sombrero 'e paja», «Cumbia que te vas de ronda», «Atrévete a mirarme de frente», «La pollera colorá», «Villa cariño», «El pescador», «La paloma», «Pajarito mañanero», «El gavilán», «Tiburón a la vista», etc.
Las principales composiciones de Los Wawancó fueron hechas por Miguel Loubet, Sergio Solar y Mario Castellón, más tarde se unirían Lil Monet, Marfil y el marplatense José Oscar "Taco" Morales. Estas fueron grabadas durante las décadas de los '60 hasta los '80 inclusive y fueron éxitos rotundos en gran parte del continente. Excepcionalmente el grupo interpretó temas de terceros: el ejemplo más notorio es el tema «Villa Cariño», compuesto por el publicista Eduardo Schejtman y la letrista Herminia Cruz. La misma canción inspiró el nombre de la banda chilena de música tropical, Villa Cariño.
La primera agrupación inició el ruedo de la música caribeña en la República Argentina en 1955. Por entonces las universidades argentinas albergaban a cientos de estudiantes que llegaban de toda América Latina. Un grupo de recién llegados, que cursaban los primeros años de la carrera en la Facultad de Medicina de la Universidad de La Plata y de la UBA, se juntaban a tocar. Hernán Rojas, de Colombia, fue el primer vocalista, iniciando la primera etapa del conjunto junto a Mario Castellón (Costa Rica), Rafael Aedo Salcedo y Enrique Salazar (Colombia), Sergio Solar (Chile) y Carlos Cabrera (Perú). Cuando Rafael Aedo abandona el grupo en 1960, ingresa el pianista Héctor Zemma (Argentina), quien poco tiempo después dejaría su lugar a Gustavo Miguel Loubet (Argentina).
Su primera actuación fue en el restaurante bailable Tom y Jerry, en Vicente López, por invitación del empresario Francisco Trimboli. Equipados con camisas floreadas prestadas, presentaron una mezcla de los ritmos de sus países: cumbia colombiana, merengue, salsa, guaracha. 
En el año 1969 ingresó, ante la ausencia de Hernán Rojas (que había vuelto a Colombia), el vocalista argentino José Oscar "Taco" Morales, con las primeras interpretaciones: "Bucaramanga" y "Daniela la del Palmar". Morales había sido integrante originario de "El Club del Clan" junto a Chico Novarro y Palito Ortega, entre otros destacados. Fue integrante del conjunto hasta el año 1990 y falleció en noviembre de 2006. Las idas y venidas de ambos vocalistas, Morales y Rojas, llevaron a probar en el año 1990 a «Beto» Galván, sin mucho éxito. 
Gran cantidad de músicos pasó por sus filas, como el eximio bajista uruguayo Juan Gularte, los tecladistas Ricardo Viglezzi, Hugo Sorbo, Néstor «Gallego» González, Martin Ángel Fernández (de Mendoza, Argentina) entre otros, y el percusionista oriental fallecido Ricardo González. Actualmente de la originaria agrupación solo se encuentran Mario Castellón (conductor, director, fundador, percusionista y voz) y Oscar «Cacho» Raballatti (sociólogo, representante, percusionista y armador de coros) quien se unió al grupo a los 24 años de edad en 1984. Los originales Wawancó en su rica historia marcaron una etapa trascendental en la evolución de la música popular y tropical. Han sido los que sobrellevaron las crisis de representación musical centroamericana con una fina interpretación acompañada por el éxito inmediato. Pese a tener grandes transformaciones de los originales Wawancó hasta el presente, el grupo musical de Mario Castellón, octogenario ya, nunca ha salido de su particular estilo. Estilo en el cual lo tropical se simboliza en una base instrumental sólida con arreglos muy bien acentuados. Millones de seguidores aún siguen gozando con cada una de sus interpretaciones,cada 24 de diciembre Nochebuena tal como Argentina y Uruguay se escuchan en las noches de fiesta de fin de Año.

## Filmografía
Intérpretes
- Villa Cariño (1967)
- Viaje de una noche de verano (1965)
- El gordo Villanueva (1964)

Música
- Este es el romance del Aniceto y la Francisca, de cómo quedó trunco, comenzó la tristeza y unas pocas cosas más... (1966)

## Discografía
- 1959: Locura tropical -  Odeón “pops” LDI 434
- 1960: Más locura tropical -  Odeón “pops” LDI 461
- 1961: Locura total -  Odeón “pops” LDI 504
- 1962: Sigue la locura -  Odeón “pops” LDI 525
- 1962: ¡Enloquecidos! (Compilado)-  Odeón “pops” DMO 55479
- 1963: Cumbias! -  Odeón “pops” LDB 52
- 1964: Más cumbias! -  Odeón “pops” LDI 534
- 1965: Inimitables! -  Odeón “pops” LDF 4302
- 1965: Merequetengues con Los Wawancó -  Odeón “pops” LDF 4304
- 1965: Cumbias en estéreo -  Odeón “pops” SLDI 211
- 1966: Los Wawancó -  Odeón “pops” LDF 4318
- 1967: ... A sus amigos (Compilado)- Galería Odeón 9007
- 1967: Coronación de la cumbia -  Odeón “pops” LDF 4323
- 1967: De fiesta -  Odeón “pops” LDF 4334
- 1967: Cumbilandia -  Odeón “pops” LDF 4336
- 1967: Villa Cariño -  Odeón “pops” LDF 4346
- 1968: La burrita -  Odeón DMO 55523
- 1968: Wawancó -  Odeón “pops” LDS 2154
- 1969: Tamboreras - Odeón LDF 4387
- 1969: El templo de la cumbia (Compilado)-  Odeón CM 4071
- 1969: Gracias Uruguay -  Odeón “pops” LDF 4398
- 1970: De lo nuestro... lo mejor -  Odeón “pops” LDF 4418
- 1971: Trisagio del soltero (Version del album Villa Cariño)-  Ansonia ALP 1454 (Estados Unidos)
- 1972: Wawancó más Wawancó -  Odeón SLDF 4452
- 1972: Éxitos de oro (Compilado)-  Odeón CM 4131
- 1973: Siempre Más -  EMI-Odeón
- 1973: Los Wawancó -  Discos Latin International DLIS 6011 (Estados Unidos)
- 1974: Cumbilandia vol. 1 (reedición)-  EMI-Odeón 6604
- 1975: Inconfundibles -  EMI-Odeón 6844
- 1975: El cuartetazo (Version del album Inconfundibles)- Latin International (Estados Unidos)
- 1976: Super Wawancó 33 -  EMI-Odeón 6183
- 1976: Latinoamérica = Wawancó  -  EMI-Odeón 6326
- 1977: Únicamente... -  EMI-Odeón 6584
- 1977: Cumbilandia vol. 2 - Tu ritmo feliz -  EMI-Odeón 8402
- 1978: Récord mundial de éxitos -  EMI-Odeón 6830
- 1978: Recital Wawancó -  EMI-Odeón 6869
- 1979: Récord mundial de éxitos vol. 2 -  EMI-Odeón 6954
- 1979: A divertirse...! -  EMI-Odeón 6992
- 1980: Imprescindibles -  EMI-Odeón 6038
- 1980: Cumbilandia vol. 3 -  EMI-Odeón 6049
- 1980: 25 años con el éxito -  EMI-Odeón 6148
- 1981: Líderes -  EMI-Odeón 6291
- 1981: No hay con qué!! -  EMI-Odeón 6344
- 1982: En su... salsa - EMI-Odeón 6442
- 1983: Los + grandes éxitos de Los Wawancó - EMI-Odeón 5069
- 1984: Cada vez más - EMI-Odeón 5135
- 1984: + de los + grandes éxitos de Los Wawancó - EMI-Odeón 6085
- 1985: ¡Oye! - EMI-Odeón 5198
- 1986: Ritmo color y sabrosura - EMI-Odeón 5283
- 1987: La fiesta grande con Los Wawancó - La historia de sus éxitos! - Microfon 3080207
- 1988: La fiesta grande ... con Los Wawancó vol. 2 - Microfon
- 1988: Wawancó 88 - Microfon
- 1989: Viva la Pepa!! - Parranda gitana con Los Wawancó - Música y Marketing
- 1990: Y la fiesta nunca se acaba - Música y Marketing
- 1990: Lo mejor de Los Wawancó - Música y Marketing
- 1992: Hay un estilo
- 1993: Los super éxitos de... Los Wawancó - Música y Marketing
- 1995: No te vayas corazón - EMI-Odeón
- 1995: Los Wawancó - Fonovisa
- 1995: Los Wawancó vol. 1 - Fonovisa
- 1995: Los Wawancó vol. 2 - Fonovisa
- 1996: Hay un estilo - Música y Marketing
- 1996: A bailar se dijo - Mid Price
- 1997: Los Wawancó y el Wawamix - 14 Grandes éxitos - EMI-Odeón
- 1997: Wawa-Mix - EMI-Odeón
- 1998: Wawa-Mix 2 - EMI-Odeón
- 1998: Cumbilandia tu ritmo feliz - EMI-Odeón
- 1998: Crónica de colección - Sony Music
- 1999: Grandes éxitos - EMI-Odeón
- 1999: El beso wawanquero - Sony Music
- 2000: Espectacular - Serie año 2000
- 2004: De colección - Distribuidora Belgrano Norte
- 2004: Grandes éxitos - Colección aniversario - EMI-Odeón
- 2005: Feliz cumpleaños - Música y Marketing
- 2005: 12 éxitos de oro - EMI-Odeón
- 2005: Con sabor colombiano - EMI-Odeón
- 2006: 50 años de fiesta - EMI-Odeón
- 2006: 50 temas - Feliz cumpleaños - Remasterizado - Distribuidora Belgrano Norte
- 2010: Navidad
- 2012: Al son de Los Wawancó - Garra Records